# Topal Osman Pascià
Topal Osman Pasha (Morea, 1663 circa – Kirkuk, 1733) è stato un politico e generale ottomano di origini greche.
Uomo capace, raggiunse il rango di beylerbey all'età di soli 24 anni e prestò servizio quindi come generale contro i veneziani e gli austriaci come governatore di diverse province. La sua carriera lo portò all'occupazione di Gran Visir nel 1731–32. Dopo le sue dimissioni, venne inviato come governatore provinciale, ma venne ben presto richiamato nell'esercito ottomano per combattere nella Guerra ottomano-persiana del 1730-35. Riuscì a sconfiggere Nadir Shah ed a salvare Baghdad nel 1732, ma venne battuto decisamente dai persiani nella Battaglia di Kirkuk (1733).

## Biografia
Osman nacque nel 1663 circa in Morea, nel Peloponneso, in Grecia, ma la sua famiglia proveniva dalla città di Konya in Anatolia. Da giovane entrò al servizio del sultano ottomano, arruolandosi nel corpo dei kozbekçi e quindi in quello dei panduri. All'età di 24 anni, era già giunto al rango di beylerbey. Inviato in missione presso il governatore dell'Egitto, la sua nave venne attaccata durante il viaggio da pirati spagnoli. Osman venne catturato dopo la battaglia, nel corso della quale ricevette una ferita che lo lasciò per sempre zoppo ad un piede, guadagnandosi così l'epiteto di "Topal" (in turco: zoppo).

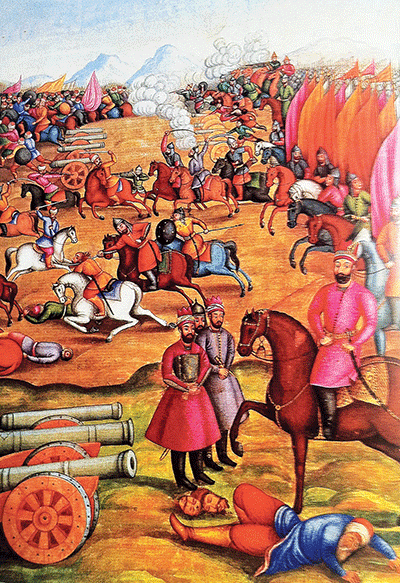
Illustrazione che mostra le fasi finali della Battaglia di Kirkuk (1733), dove Nadir Shah ritrovò il corpo di Topal Pasha, l'unico uomo ad averlo sconfitto in battaglia.

Portato inizialmente a Malta, venne ben presto riscattato e poté tornare a Istanbul (la sua prigionia ispirò un episodio nell'opera Les Indes galantes). Tra il 1710 ed il 1711 prese parte alla Campagna del fiume Pruth, venne nominato all'incarico onorario di kapıcıbaşı, e quindi venne inviato nell'Eyalet di Rumelia dove prestò servizio come comandante della milizia cristiana irregolare, gli armatoloi. In questo ruolo combatté nella campagna del 1715 che riprese la Morea alla Repubblica di Venezia, dove si distinse venendo promosso al rango di pascià con due code di cavallo, e nominato governatore del Sangiaccato di Tirhala. Durante le operazioni d'apertura della Guerra austro-turca (1716-1718), venne incaricato dei rifornimenti, ma presto tornò in Morea (alla fine del 1716) come pascià con tre code di cavallo (il massimo rango) e serasker (comandante in capo) dell'Eyalet di Morea, incaricato di sopprimere le rivolte locali e prevenire il tentativo dei veneziani di riconquistare la provincia.
Nel 1720 venne nominato governatore della Bosnia, prima di essere spostato in Rumelia l'anno successivo. Rimase al suo posto sino al 1727, quando fece ritorno in Bosnia per due anni. Nel 1729 venne rinominato in Rumelia, prima di essere spostato ancora una volta in Bosnia nel 1730, e nuovamente in Rumelia nel 1731. Durante questo periodo, egli eliminò tutti i sostenitori del ribelle Patrona Halil, che aveva trovato rifugio nei Balcani occidentali, in particolare in Albania. Il 10 settembre 1731, venne nominato Gran Visir dal sultano Mahmud I. Pur avendo servito per soli sei mesi come gran visir, egli tentò di portare avanti delle riforme per stabilizzare la situazione della capitale, in particolare stabilizzandone i prezzi ed assicurando per la città adeguati rifornimenti di cibo. Incoraggiò inoltre gli sforzi dell'ufficiale francese Claude Alexandre de Bonneval nel voler riformare i corpi d'artiglieria humbaracı sul modello occidentale.
Dopo le sue dimissioni, Topal Osman prestò servizio brevemente come governatore dell'Eyalet di Trebisonda e di Tiflis, prima di essere richiamato come soldato di grande abilità ed esperienza e nominato serasker d'Anatolia nella guerra ottomano-persiana del 1730-35. Nel luglio del 1733 subì una decisiva sconfitta ad opera dei persiani i quali, sotto Nadir Shah avevano invaso l'Iraq e stavano assediando Baghdad, una battaglia combattuta duramente poco più a nord di Baghdad. Aiutati dagli arguti stratagemmi di Topal Osman, gli ottomani inflissero 30 000 perdite all'esercito di Nadir Shah e lo costrinsero a ritirarsi, pur avendo loro perso comunque 20 000 uomini. L'anno successivo, ad ogni modo, Nadir Shah ripeté l'invasione. L'esercito di Topal Osman a Kirkuk era stato molto indebolito per via del fatto che il governo ottomano aveva voluto dirottare forze altrove, pur mantenendo una superiorità numerica rispetto ai persiani. Nella successiva battaglia presso Kirkuk, Topal Osman venne ucciso ed il suo esercito disperso. Un soldato persiano tagliò la testa di Topal Osman ormai morto e la portò a Nadir Shah in segno di trionfo, ma lo scià ordinò che il corpo del suo oppositore venisse ritrovato, ricomposto e restituito con tutti gli onori agli ottomani. Il suo corpo venne sepolto nella moschea dell'Imam Qasim a Kirkuk.

## Famiglia
Suo figlio, Ahmed Ratib Pasha, aveva sposato Aishe Sultan, una delle figlie del sultano Ahmed III. Un suo discendente fu il noto scrittore e attivista politico dei Giovani Ottomani, Namık Kemal.